# サオ (衛星)
サオ (Neptune XI Sao) は、海王星の第11衛星である。

## 発見と命名
サオは、2002年8月14日にマシュー・J・ホルマンが率いる観測グループによって、セロ・トロロ汎米天文台の 4 m 望遠鏡およびマウナ・ケア山のカナダ・フランス・ハワイ望遠鏡を用いた観測で発見された。発見は、ハリメデ、ラオメデイアの発見と合わせて、翌2003年1月13日に国際天文学連合のサーキュラーおよび小惑星センターのサーキュラーで公表され、S/ 2002 N 2 という仮符号が与えられた。
海王星に新たに衛星が発見されるのは1989年に探査機ボイジャー2号が海王星をフライバイした時以来であり、また地上観測による海王星の新衛星の発見は、1949年にジェラルド・カイパーがネレイドを発見して以来のことであった。非常に暗く遠方を公転している衛星であるため、ボイジャー2号のフライバイの際には観測できなかったと考えられている。
その後2007年2月3日に、ギリシア神話における海の女神であるネレイデスの一人サオーに因んで命名され、Neptune XI という確定番号が与えられた。サオは航海に関係しており、「救出者」や「安全」を意味している。

## 特徴

海王星の不規則衛星の軌道要素を表した図。半径方向の軸は軌道長半径、角度方向は軌道傾斜角を表しており、横軸の上にあるものは順行軌道、下にあるものは逆行軌道で公転していることを示している。青い数値は、海王星のヒル球の半径に対する軌道半径の割合を表している。黄線は近点から遠点までを示しており、この長さが軌道離心率の大きさに対応している。また、点の大きさは各衛星のサイズを表している。図の中心にあるネレイドの右上に位置しているのがサオである。

サオは海王星の周囲を順行軌道で公転している不規則衛星であり、同時に発見されたラオメデイア、および2024年に発見された S/2002 N 5 と似た軌道要素を持っていることが知られている。木星や土星の不規則衛星は、似た軌道長半径や軌道傾斜角を持ったいくつかのグループに分けられる。同じグループに属する衛星は似た表面の特徴を持っているため、より大きい母天体の破片であることが示唆されている。サオとラオメデイアも軌道要素が似ているため、海王星の不規則衛星にもこのようなグループが存在している可能性が示されていたが、この3つの衛星も軌道要素が似ているため、太陽系内の多くの衛星を発見しているスコット・S・シェパードはこの3つの衛星を「サオ群 (Sao group)」というグループにまとめている。
サオの直径は、アルベドを0.04と仮定すると 44 km と推定される。他の巨大惑星の不規則衛星と同様に、大きな衛星と小惑星や彗星の衝突の後に形成されたと考えられている。ただし、太陽系年齢の間のハリメデとネレイドの衝突確率が 41% と高いのに対し、サオとネレイドの衝突確率は 1.6% と小さく、また他の不規則衛星との衝突確率は無視できるほど小さいと推定されている。
この衛星は古在共鳴を起こしている。そのため軌道離心率と軌道傾斜角が対になっており、軌道傾斜角が減少すると軌道離心率が増加し、逆に軌道傾斜角が増加すると軌道離心率が減少する。